# Sporting Club universitaire de France
Le Sporting club universitaire de France ou SCUF est un club omnisports français basé à Paris, comptant onze sections (athlétisme, basket-ball, escrime, éveil & sports, golf, handball, judo, natation, rugby à XV, tennis et volley-ball). Sa section rugby a longtemps constitué son fleuron.

## Historique
Fondé à Paris le 5 décembre 1895 par Charles Brennus sous le nom de Sporting club amateurs, ce club omnisports devient le Sporting club universitaire de France ou SCUF, à la suite de l'assemblée générale du club, le 29 janvier 1901. Le club compte environ 4.000 licenciés (2023). A sa création, il ne comptait que deux sports : le cyclisme et l'athlétisme. 
Depuis sa création, le SCUF connaît plusieurs grandes époques, comme celles du rugby avant la grande guerre, celle de la natation et du water-polo entre les deux guerres, puis enfin comme club omnisports dans les années 1950. Son palmarès comporte une médaille d'or olympique, remportée par Albert Mayaud en water-polo aux Jeux olympiques de Paris en 1924. Les athlètes du SCUF ont aussi remporté 15 titres mondiaux, 37 titres européens et plus de 260 titres nationaux (athlétisme, natation, cyclisme, boxe, rugby). Le club est reconnu d'utilité publique, par décret ministériel, le 28 novembre 1969.

## Palmarès

### Rugby à XV
- Championnat de France :
  - Vice-champion (2) : 1911 et 1913
  - Champion de Paris (1re série), équipe première : 1911 - 1913
  - Champion de Paris (Honneur), équipe première : 1925 - 1932 - 2009 (Finaliste en 2016)
  - Champion de Paris (Promotion), équipe première : 1930 - 1934 - 1936 - 1937
  - Champion de Paris (2e série), équipes première : 1901 (sous le vocable Sporting Club Amateurs)
  - Champion de Paris (1re série), équipe seconde : 1912 - 1913 - 1919 - 1920 - 1932 - 1943
  - Champion de Paris (2e série), équipe seconde : 1900 (sous le vocable Sporting Club Amateurs)
  - Champion de Paris (1re série), équipe troisième : 1903 - 1911 - 1912 - 1913 - 1914 - 1926 - 1927 - 1938
  - Champion de Paris (1re série), équipe quatrième : 1911 - 1926 - 1927 - 1928 - 1930
  - Champion Clubs du samedi Réserves : 2002
  - Coupe Clubs du samedi Réserves : 2002
  - Coupe Clubs du samedi 2e Div : 2008
  - Champion d'Ile de France Catégorie Cadets Teulière A : 2013 et 2014
  - Champion d'Ile de France Catégorie Minimes A3 : 2015 et 2017
  - Champion Ile de France Réserves Honneurs : 1993 - 2015
  - Vice-Champion Ile de France Réserves Honneurs : 2019
  - Vice-Champion de France Réserves Honneurs : 2015.

### Water-polo
- Vice-champion de France en 1910, 1912, 1929 et 1931

## Les grands noms du SCUF
Pour les joueurs de rugby à XV, voir Les grands noms du SCUF rugby
- Charles Brennus
- Adolphe Jauréguy
- Allan Muhr
- Joé Anduran
- Fernand Buscail
- Jules Cadenat
- Georges Carpentier
- Henri Decoin
- Alfred Eluère
- Georges Hermant
- Albert Mayaud
- Frantz Reichel
- Jean Taris
- André Theuriet
- Paul Vasseur

## Logotype

Logotype historique, utilisé lors de la fondation du club.
Logotype utilisé depuis 2020 par le club.